# 埼玉県道149号加須菖蒲線

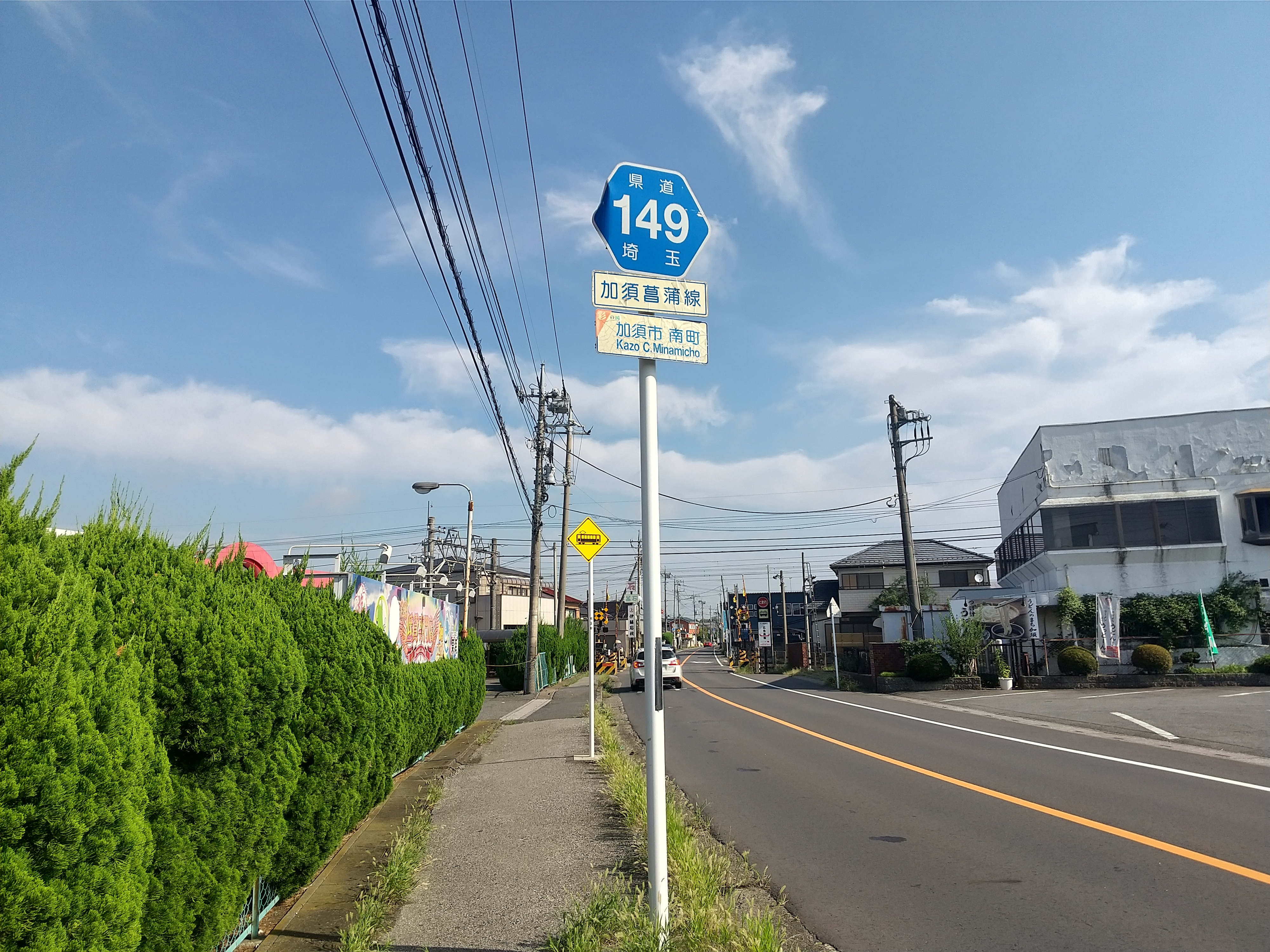
加須市南町付近

埼玉県道149号加須菖蒲線（さいたまけんどう149ごう かぞしょうぶせん）は、埼玉県加須市の国道125号から、久喜市（旧・南埼玉郡菖蒲町）の埼玉県道12号川越栗橋線に至る県道である。

## 概要
起点の睦町交差点から本町交差点間は歩道や一部センターラインのない狭い路地になっている。
かつて終点付近は国道122号との重複であったため、旧菖蒲町内の単独区間は存在せず実質芋茎交差点（当時は鴻茎交差点）までだったが、騎西菖蒲バイパス開通後の県道降格により重複が解消され、路線名通り加須市から久喜市内の菖蒲地区を結ぶルートとなった。
2018年6月に国道125号の旧道降格に伴い、ルートが追加された。

## 路線データ
- 起点 埼玉県加須市 国道125号 三俣交差点
- 終点 埼玉県久喜市 埼玉県道12号川越栗橋線 菖蒲宮本交差点
- 実延長 5,625m

## 地理

### 通過する自治体
- 埼玉県
  - 加須市
  - 久喜市

### 交差する道路
| 交差する道路                                      | 交差点名         | 所在地 | 最高速度 (km/h) |
| ------------------------------------------------- | ---------------- | ------ | --------------- |
| 埼玉県道46号加須北川辺線 埼玉大橋方面             |                  |        |                 |
| 国道125号（加須羽生バイパス）                     | 三俣             | 加須市 | 40              |
| 埼玉県道411号加須停車場線 埼玉県道152号加須幸手線 | 睦町             | 加須市 | 40              |
| 旧埼玉県道152号加須幸手線                         | 本町             | 加須市 | 40              |
| 埼玉県道151号久喜騎西線バイパス                   | 下高柳（東）     | 加須市 | 40              |
| 埼玉県道151号久喜騎西線                           | 常泉             | 加須市 | 40              |
| 国道122号（騎西菖蒲バイパス）                     | 騎西城南産業団地 | 加須市 | 40              |
| 埼玉県道12号川越栗橋線                            | 菖蒲宮本         | 加須市 | 50              |
| 埼玉県道5号さいたま菖蒲線 さいたま方面            |                  |        |                 |

### 交差する交通機関・主な河川
- 会の川
- 東武伊勢崎線（加須駅-花崎駅間踏切）

### 沿道の施設
| 施設                       | 所在地 |
| -------------------------- | ------ |
| 加須市立加須小学校         | 加須市 |
| 加須東栄郵便局             | 加須市 |
| 加須市第一保育所           | 加須市 |
| 加須市立加須南小学校       | 加須市 |
| 湖池屋関東工場             | 加須市 |
| 埼玉東部消防組合加須南分署 | 加須市 |
| ビバモール加須             | 加須市 |
| 加須市立鴻茎小学校         | 加須市 |
| 騎西城南産業団地           | 加須市 |
| 久喜市立菖蒲小学校         | 久喜市 |

## ギャラリー

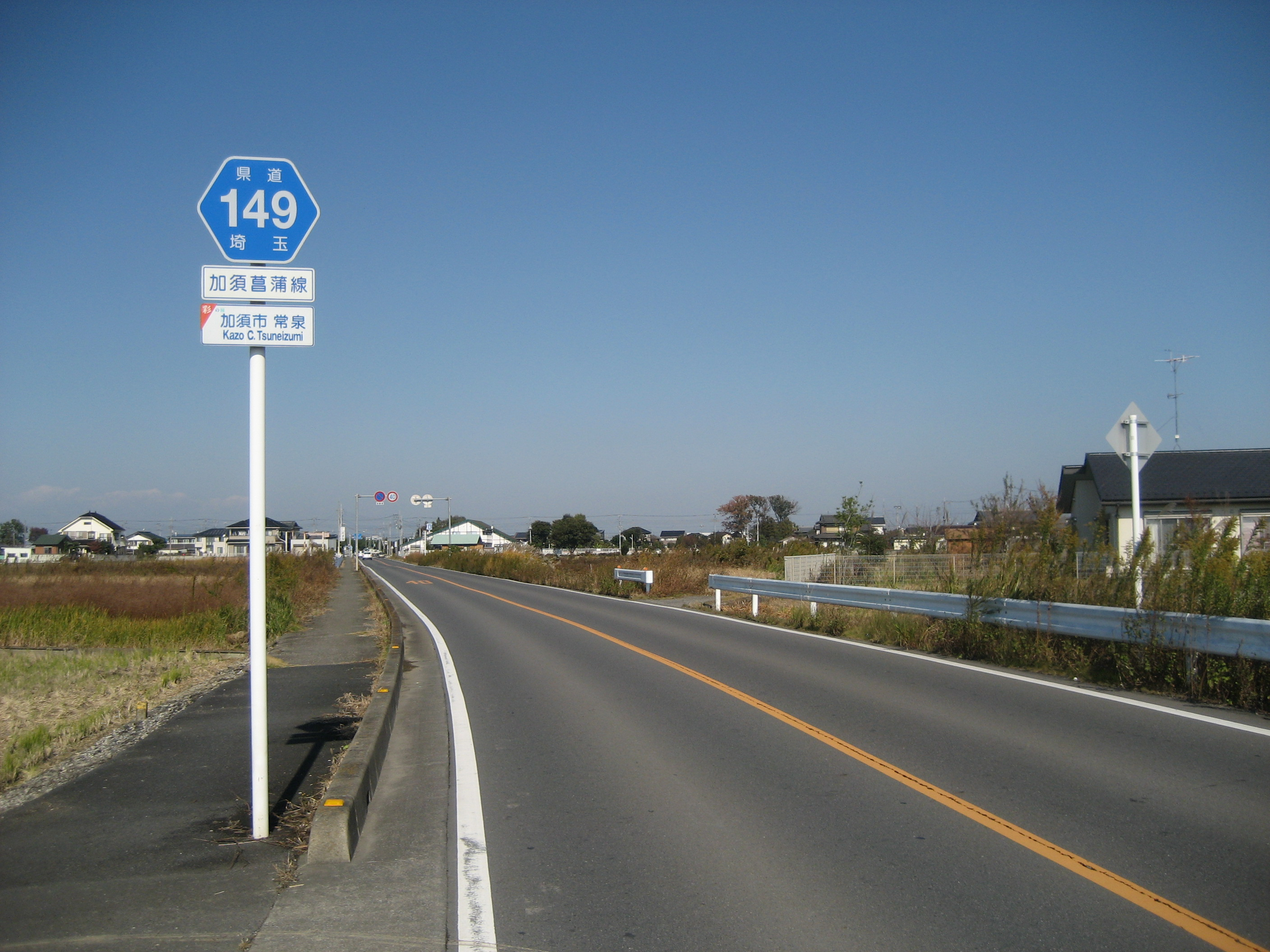
加須市常泉付近
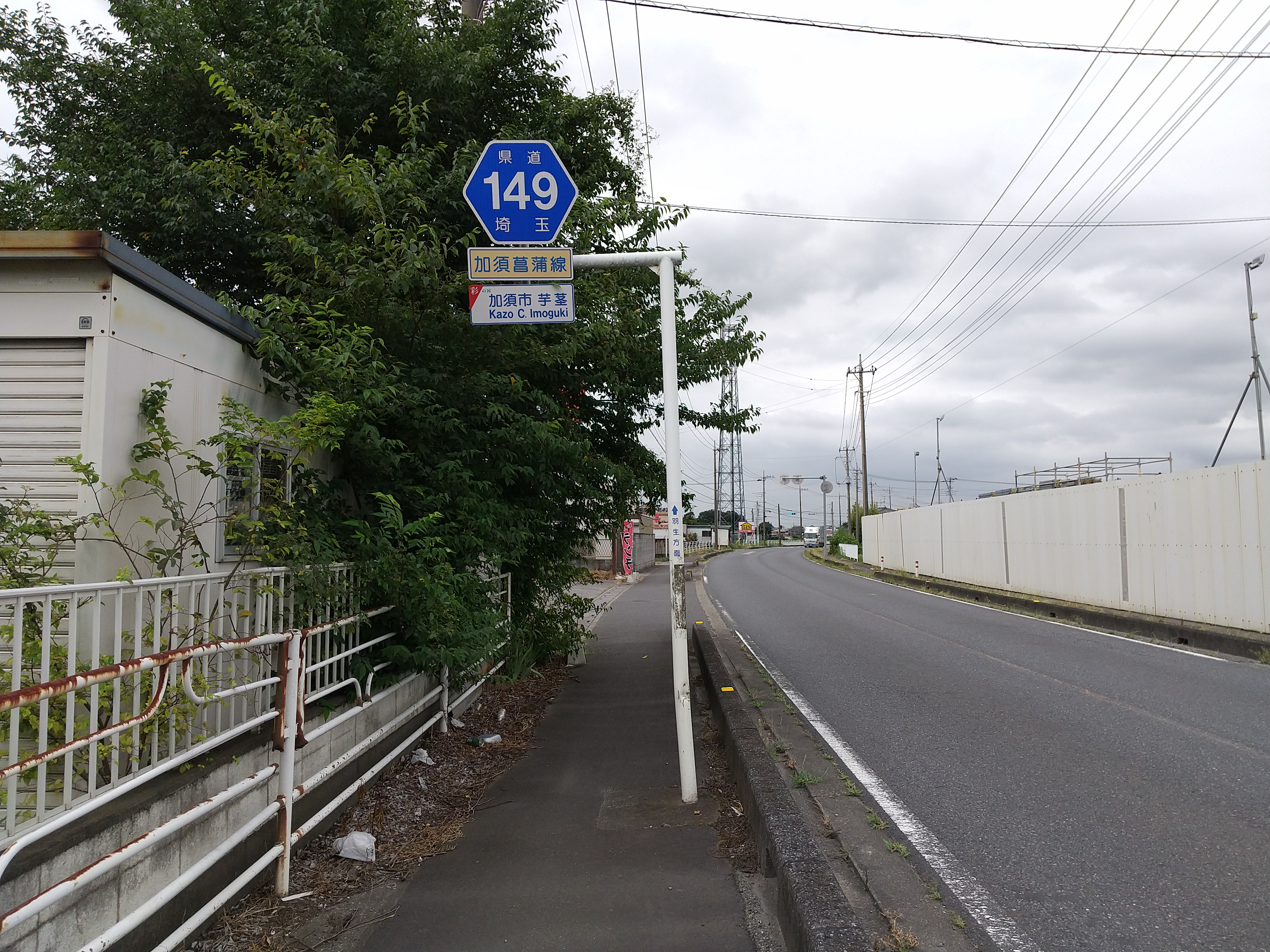
加須市芋茎付近
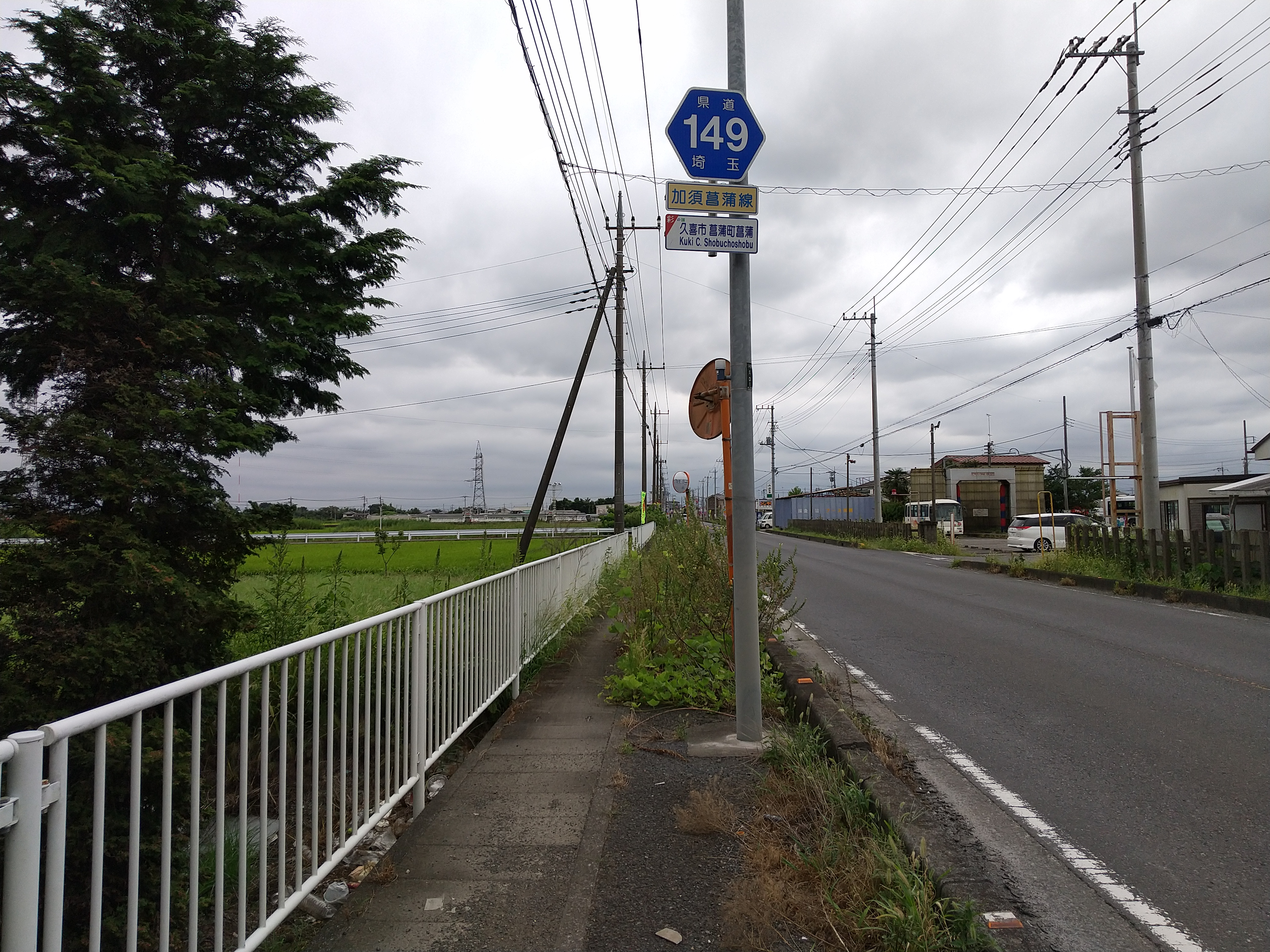
久喜市菖蒲町菖蒲付近
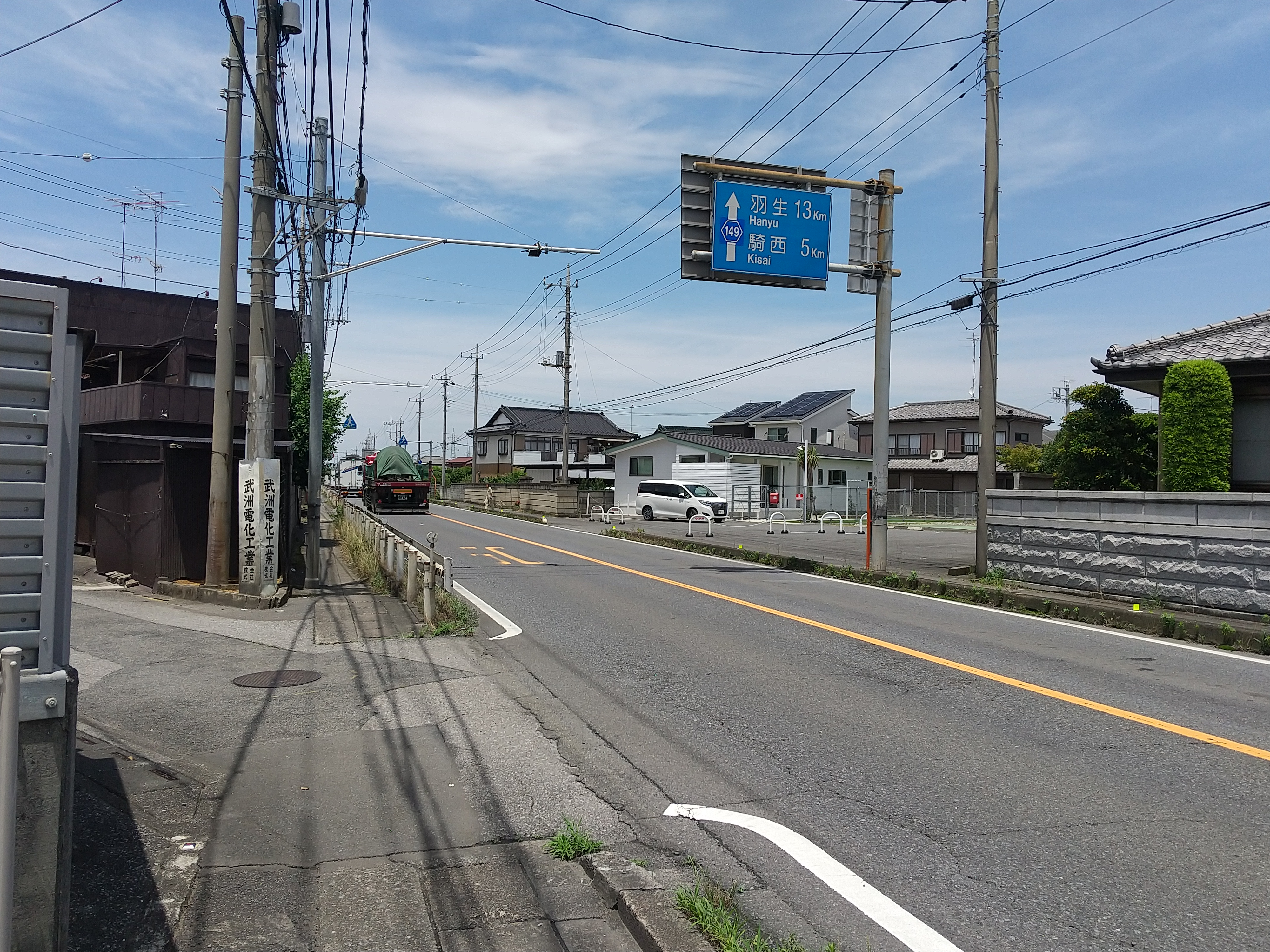
久喜市菖蒲宮本交差点付近